# 原良宗
原 良宗（はら よしむね、1915年〈大正4年〉3月9日 - 2004年〈平成16年〉9月22日）は、日本の政治家。島根県平田市（現・出雲市）長（5期）。

## 来歴
島根県簸川郡平田町（のち平田市、現・出雲市）出身。1930年（昭和5年）、島根県立大社中学校（現・島根県立大社高等学校）中退。中退後は印刷所を経営。1941年（昭和16年）に島根合同印刷専務に就任し、のち報光社代表取締役となる。1955年（昭和30年）、平田市議会議員に当選する。1959年（昭和34年）、島根県議会議員選挙に平田市選挙区から自由民主党公認で立候補して初当選を果たした。県議を2期務めた後の1967年（昭和42年）、平田市長に当選する。同年6月10日に就任した。市長を5期務める。1987年（昭和62年）の市長選挙で落選した。

## 栄典
- 1978年 - 藍綬褒章
- 1989年 - 勲三等瑞宝章